# Netta Barzilai
Netta Barzilai (hebreiska: נטע ברזילי), född 22 januari 1993 i Hod HaSharon, är en israelisk sångerska.
Efter att ha vunnit säsong fem av talangtävlingen HaKokhav HaBa blev hon Israels representant i Eurovision Song Contest 2018 i Lissabon, Portugal. Där framförde hon bidraget "Toy" och vann hela tävlingen.

## Utmärkelser
År 2018 vann hon Eurovision Song Contest med låten Toy.